# Johannes Olearius (1639-1713)
Johannes Olearius (Halle, 1639 – Lipsia, 1713) è stato un teologo tedesco.
Insegnò a Lipsia lingue antiche e teologia (1867). Fu aperto al pietismo e confidente di Philipp Jacob Spener. Fu il padre di Gottfried Olearius.